# 海後宗臣
海後 宗臣（かいご ときおみ、1901年9月10日 - 1987年11月22日）は、日本の教育学者。東京大学名誉教授。日本教育学会元会長。

## 経歴
1901年、茨城県水戸市生まれ。1920年、旧制茨城県立水戸中学校卒業。1923年、旧制第五高等学校卒業。1926年、東京帝国大学文学部教育学科卒業。1932年、国民精神文化研究所所員。1936年、東京帝国大学助教授。1947年、東京大学教育学部教授。1962年、定年退官、名誉教授。1958年、日本教育学会会長。明治教育史、社会科教育などを研究。
出典：

## 著書

### 単著
- 『ディルタイの哲学と文化教育学』目黒書店　1926
- 『クリークの教育哲学』目黒書店　1931
- 『西村茂樹・杉浦重剛』北海出版社　1936　日本教育家文庫
- 『高等小学期教育の郷土化』成美堂書店　1937
- 『日本教育小史』日本放送出版協会　1940　ラヂオ新書／講談社学術文庫 1978
- 『元田永孚』文教書院　1942　日本教育先哲叢書
- 『日本の学校』正芽社　1943
- 『教育編成論』国立書院　1948
- 『教育の社会基底』河出書房　1949
- 『教育原理』朝倉書店　1950
- 『近代学校の性格』明治図書出版　1951
- 『新教育の進路』明治図書出版　1951
- 『日本教育の進展』東京大学出版部　1951
- 『明治図書講座学校経営』明治図書出版　1957
- 『教育勅語成立史の研究』厚徳社　1965　明治教育史研究
- 『歴史教育の歴史』東京大学出版会　1969　UP選書
- 『教育学五十年』1971　評論社叢書
- 『明治初年の教育 その制度と実体』評論社　1973
- 『海後宗臣著作集』全10巻 東京書籍　1980-81
  - 1 教育研究論
  - 2 教育の社会基底と編成
  - 3 教育思想研究
  - 4 学校論
  - 5 教育内容・方法論
  - 6 社会科・道徳教育
  - 7 日本教育史研究I
  - 8 日本教育史研究II
  - 9 戦後教育改革
  - 10 教育勅語成立史研究

### 共編著
- 『リットの文化哲学と教育学』村上俊亮共著　目黒書店　1928
- 『教育勅語渙発以前に於ける小学校修身教授の変遷』吉田熊次共著　国民精神文化研究所　1934
- 『学生生活調査』吉田昇共著　日本評論社　1943
- 『日本的教育』吉田熊次共著　東亜交通公社　1944
- 『新教育のあゆみ』飯田晁三共編　小学館　1958　新教育の実践体系
- 『臨時教育会議の研究』編　東京大学出版会　1960
- 『高校ホームルームの指導計画』間瀬正次共編　国土社　1961
- 『教科書でみる日本の教育100年』仲新共著　東京書籍　1963
- 『井上毅の教育政策』編　東京大学出版会　1968
- 『近代日本教科書総説』仲新共編　講談社　1969
- 『成人に贈る書』村上俊亮共編　全日本社会教育連合会　1969
- 『大学教育』寺崎昌男共著　東京大学出版会　1969　戦後日本の教育改革
- 『元田永孚文書』元田竹彦共編　元田文書研究会　1970
- 『教員養成』編　東京大学出版会　1971　戦後日本の教育改革
- 『教育改革』編　東京大学出版会　1975　戦後日本の教育改革

### 翻訳
- アメリカ保健教育福祉省教育局編『アメリカの教育』河野重男共訳　時事通信社　1956

## 親族
祖父は桜田門外の変に参加した「十八士」の一人である海後磋磯之介（宗親）。
弟の勝雄も教育学者で埼玉大学名誉教授・福島大学学長。
次男は社会学者で東京大学名誉教授の蓮見音彦。

### 系譜
- - 三嶋神社神官
- （婚族）-
  - 海後磋磯之介（宗親） - 四男。警察官吏、桜田門外の変の当事者（1860年）
  - （婚族）-
    - - 子
    - （婚族）
      - 海後宗臣 - 教育学者、英語翻訳者、日本教育学会会長（1958年）
      - （婚族）蓮見義子 -  蓮見義隆（産業組合中央金庫理事、日本醸造協会会長 [2]）と野々村しづ子の子
        - 蓮見音彦 - 二男で蓮見義隆の養子へ移籍。社会学者、和洋女子大学学長

      - 海後勝雄 - 教育学者、国民精神総動員中央連盟事務局（1937年）